# Rubrouck

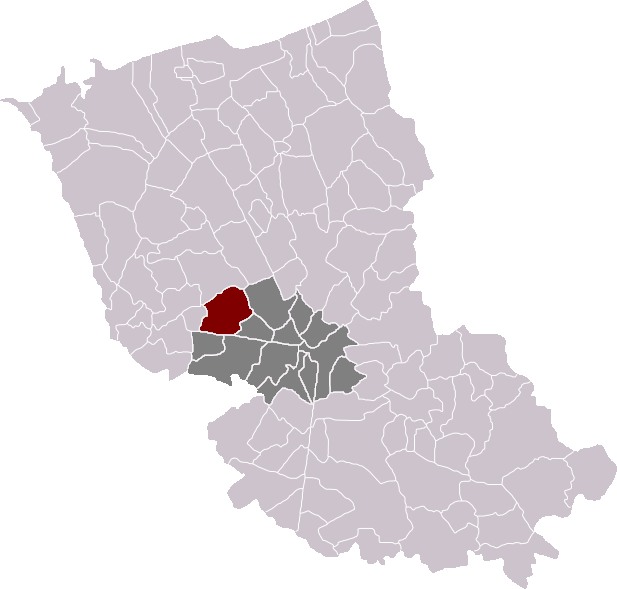
Localització de Rubrouck

Rubrouck (en neerlandès Rubroek) és un municipi francès, situat a la regió dels Alts de França, al departament del Nord, que forma part de la Westhoek. L'any 2006 tenia 882 habitants. Limita al nord-est amb Volckerinckhove, al nord amb Bollezeele, a l'oest amb Broxeele, a l'est amb Arnèke, al sud amb Noordpeene, al sud-oest amb Buysscheure i al sud-est amb Ochtezeele.

## Demografia
| 1962                                       | 1968 | 1975 | 1982 | 1990 | 1999 |
| ------------------------------------------ | ---- | ---- | ---- | ---- | ---- |
| 636                                        | 724  | 681  | 674  | 702  | 772  |
| Des de 1962: població sense dobles comptes |      |      |      |      |      |

## Administració
| Període   | Identitat          | Partit |
| --------- | ------------------ | ------ |
| 1971-1989 | Joseph Demeester   |        |
| 1989-2001 | Michel Devulder    |        |
| 2001-2008 | Josiane Monborne   |        |
| 2008-     | Christine Devulder |        |

## Personatges il·lustres
- Guillaume de Rubrouck

## Agermanaments
- Bulgan (Mongòlia)